# Pickens 200 1969
Pickens 200 1969 var ett stockcarlopp ingående i Nascar Grand National Series (nuvarande Nascar Cup Series) som kördes 21 juni 1969 på den 0,5 mile (804,672 meter) långa ovalbanan Greenville-Pickens Speedway i Easley, strax väster om Greenville i South Carolina. Totalt avverkades 100 miles (160,934 km) fördelat på 200 varv. Banunderlaget var dirt. Loppet vanns av Bobby Isaac i en Dodge på tiden 1:37.04 körande för K&K Insurance Racing. Isaacs snitthastighet uppgick till 61,813 mph. Prispotten uppgick till 6 975 dollar, varav 1 000 dollar gick till segraren.

## Resultat
| Plc     | Nr | Förare           | Team/ bilägare           | Konstruktör | Start | Varv | Ledda varv |
| ------- | -- | ---------------- | ------------------------ | ----------- | ----- | ---- | ---------- |
| 1       | 71 | Bobby Isaac      | K&K Insurance Racing     | Dodge       | 1     | 200  | 197        |
| 2       | 17 | David Pearson    | Holman Moody             | Ford        | 20    | 200  | 3          |
| 3       | 43 | Richard Petty    | Petty Enterprises        | Ford        | 2     | 200  | 0          |
| 4       | 48 | James Hylton     | Hylton Engineering       | Dodge       | 21    | 196  | 0          |
| 5       | 06 | Neil Castles     | Neil Castles             | Plymouth    | 5     | 195  | 0          |
| 6       | 70 | J.D. McDuffie    | McDuffie Racing          | Buick       | 7     | 191  | 0          |
| 7       | 26 | Earl Brooks      | Brooks Racing            | Ford        | 10    | 186  | 0          |
| 8       | 08 | E.J. Trivette    | E.C. Reid                | Chevrolet   | 11    | 183  | 0          |
| 9       | 64 | Elmo Langley     | Langley-Woodfield Racing | Ford        | 6     | 183  | 0          |
| 10      | 57 | Ervin Pruitt     | Ervin Pruitt             | Dodge       | 25    | 181  | 0          |
| 11      | 19 | Henley Gray      | Gray Racing              | Ford        | 17    | 180  | 0          |
| 12      | 34 | Wendell Scott    | Scott Racing             | Ford        | 14    | 178  | 0          |
| 13      | 04 | Ken Meisenhelder | Ken Meisenhelder         | Oldsmobile  | 13    | 174  | 0          |
| 14      | 76 | Ben Arnold       | Don Culpepper            | Ford        | 15    | 167  | 0          |
| 15      | 25 | Jabe Thomas      | Robertson Racing         | Plymouth    | 12    | 150  | 0          |
| 16      | 10 | Bill Champion    | Champion Racing          | Ford        | 9     | 145  | 0          |
| 17      | 12 | Pete Hazelwood   | Pete Hazelwood           | Ford        | 19    | 133  | 0          |
| 18      | 47 | Cecil Gordon     | Seifert Racing           | Ford        | 16    | 123  | 0          |
| 19      | 4  | John Sears       | DeWitt Racing            | Ford        | 3     | 62   | 0          |
| 20      | 45 | Bill Seifert     | Seifert Racing           | Ford        | 23    | 49   | 0          |
| 21      | 80 | Wayne Gillette   | E.C. Reid                | Chevrolet   | 18    | 49   | 0          |
| 22      | 0  | Dick Poling      | Don Tarr                 | Chevrolet   | 8     | 45   | 0          |
| 23      | 18 | Dick Johnson     | Dick Johnson             | Ford        | 4     | 42   | 0          |
| 24      | 82 | Buster Sexton    | Mack Sellers             | Chevrolet   | 22    | 9    | 0          |
| 25      | 23 | Paul Dean Holt   | Dennis Holt              | Ford        | 24    | 1    | 0          |
| Källor: |    |                  |                          |             |       |      |            |